# St. Margarethen (Kahla)

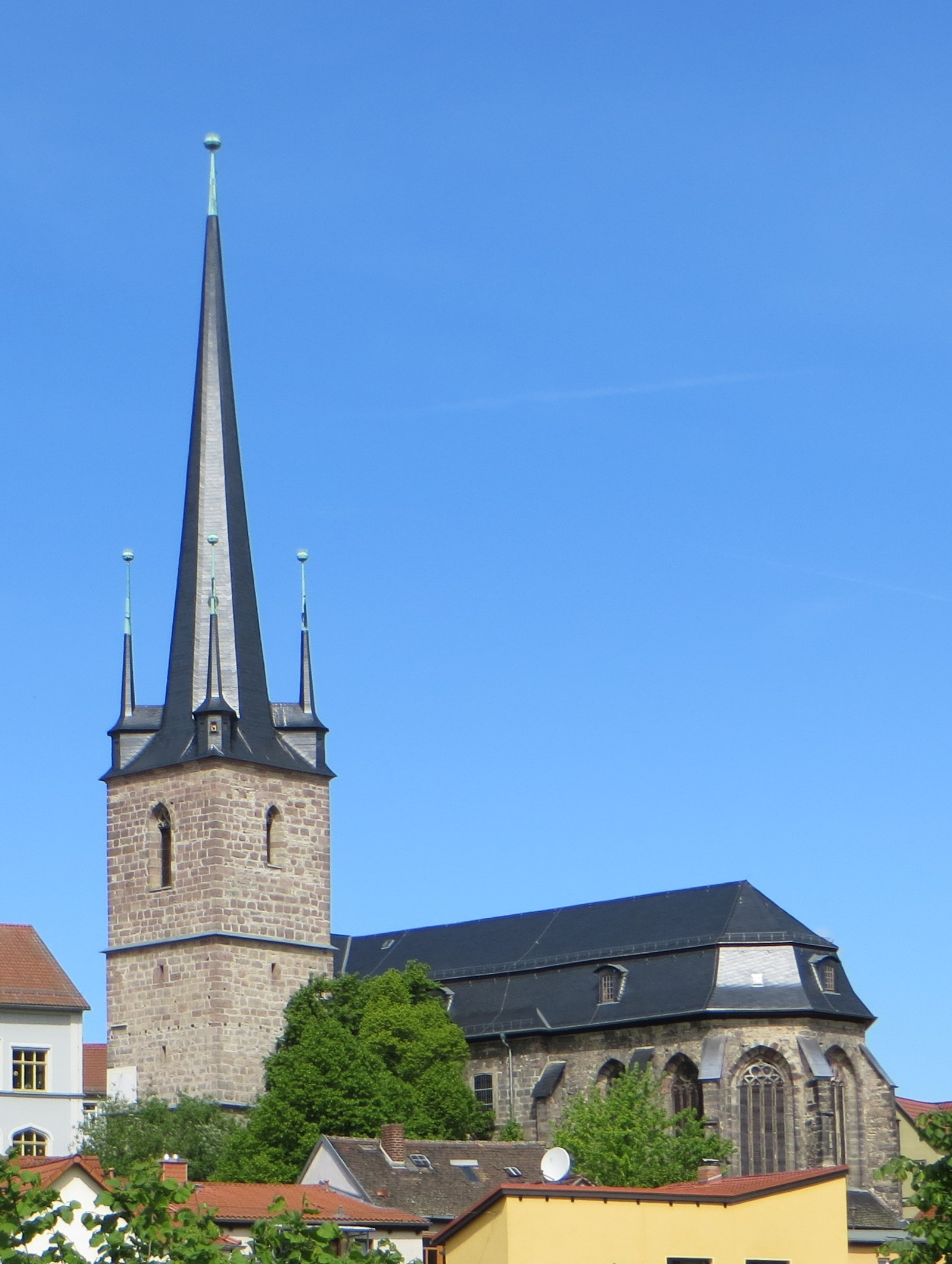
Stadtkirche St. Margarethen

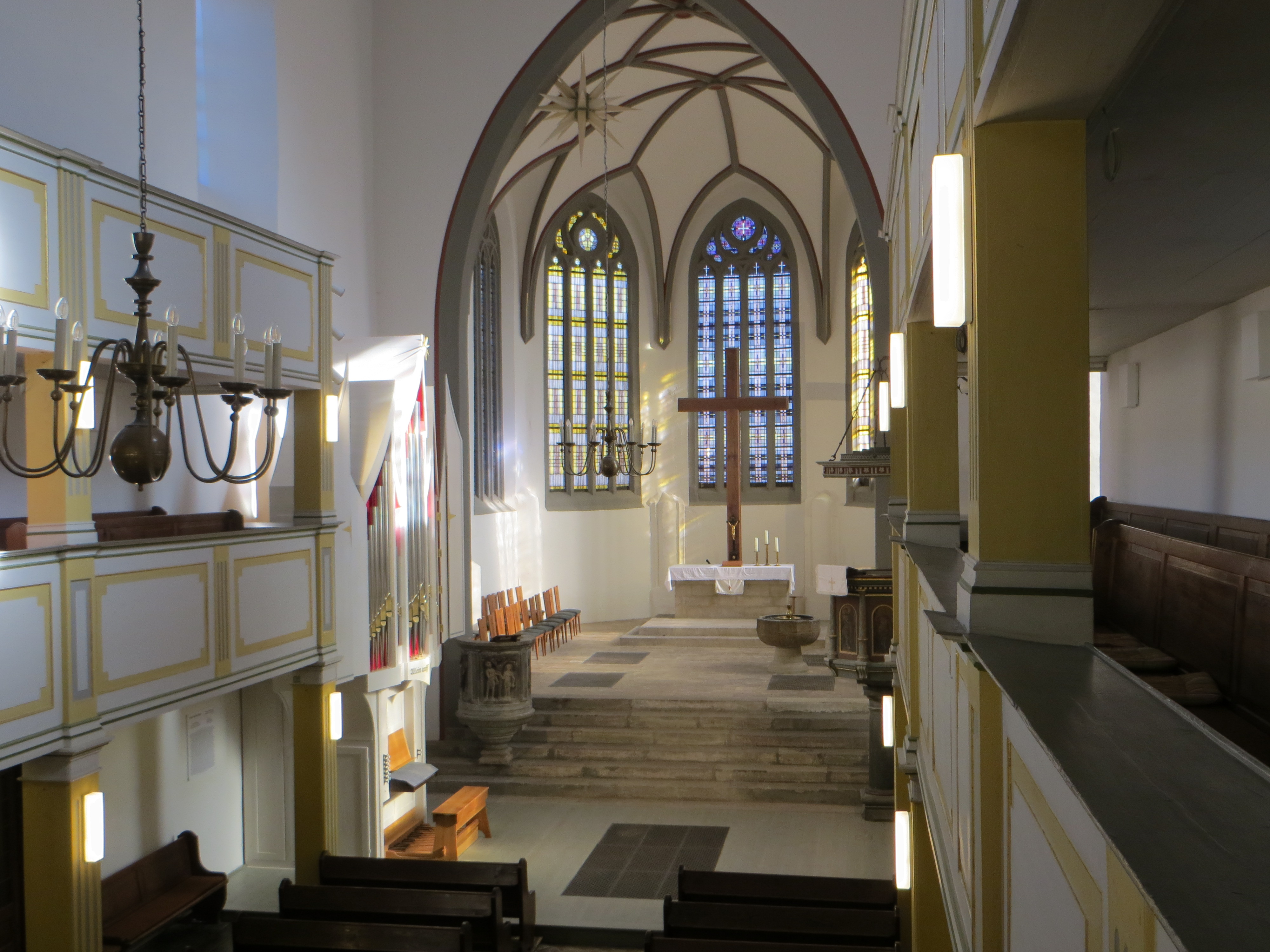
Stadtkirche, Innenansicht

Die Stadtkirche St. Margarethen steht in Kahla im Saale-Holzland-Kreis in Thüringen.

## Lage
Die spätgotische Stadtkirche mit ihrem charakteristischen 66 m hohen Turm steht auf dem Ende eines mächtigen Sandstein-Felssporns, der sich ca. 25 m über die Saale erhebt und die Altstadt Kahlas trägt. Dieser befindet sich westlich des  Saalebogens, der auch bei der Führung der Bahntrasse und den Straßen entsprechend berücksichtigt worden ist.

## Geschichte
Vermutlich seit der zweiten Hälfte des 9. Jahrhunderts befand sich auf dem Ende des Sandsteinplateaus eine Burg mit einer ersten Kirche (1225 wurde ein Pfarrer aus Kahla urkundlich erwähnt). Reste dieser alten Anlage sind  noch im unteren Teil des Kirchturms erhalten. Nach einem großen Stadtbrand (1410) wurde 1411 der Bau der heutigen Stadtkirche begonnen und 1495 mit Aufsetzen des Turmhelms vollendet.
1523 kam es in Kahla zu reformatorischen Unruhen; vom Bildersturm waren auch Kunstwerke der Kirche betroffen. 1524 predigte Martin Luther in der Stadtkirche.
Bei größeren Umbauarbeiten von 1791 bis 1793 wurde das Kirchenschiff erhöht und ein Mansarddach aufgesetzt, wodurch die Kirche ihr heutiges Aussehen erhielt. Von späteren, weniger umfangreichen Bauarbeiten sind die von 1906 am bedeutendsten: Einzug des Triumphbogens zum Chorraum, Einwölbung des Chores, Umbau der bisher nach außen offenen „Cavate“ unter dem Chor zur Sakristei. Kriegsschäden von 1945 konnten erst von 1953 bis 1955 ausgebessert werden, dabei wurde auch eine dritte Empore entfernt.
Margarethe ist Schutzheilige Kahlas (im Stadtsiegel seit 1421). Dargestellt wird sie mit einem Kreuzstab, mit dem sie einen Drachen (das Böse symbolisierend) besiegt. Die erste Nennung der Kirche nach dieser Heiligen ist aus dem Jahr 1447 überliefert.

## Ausstattung

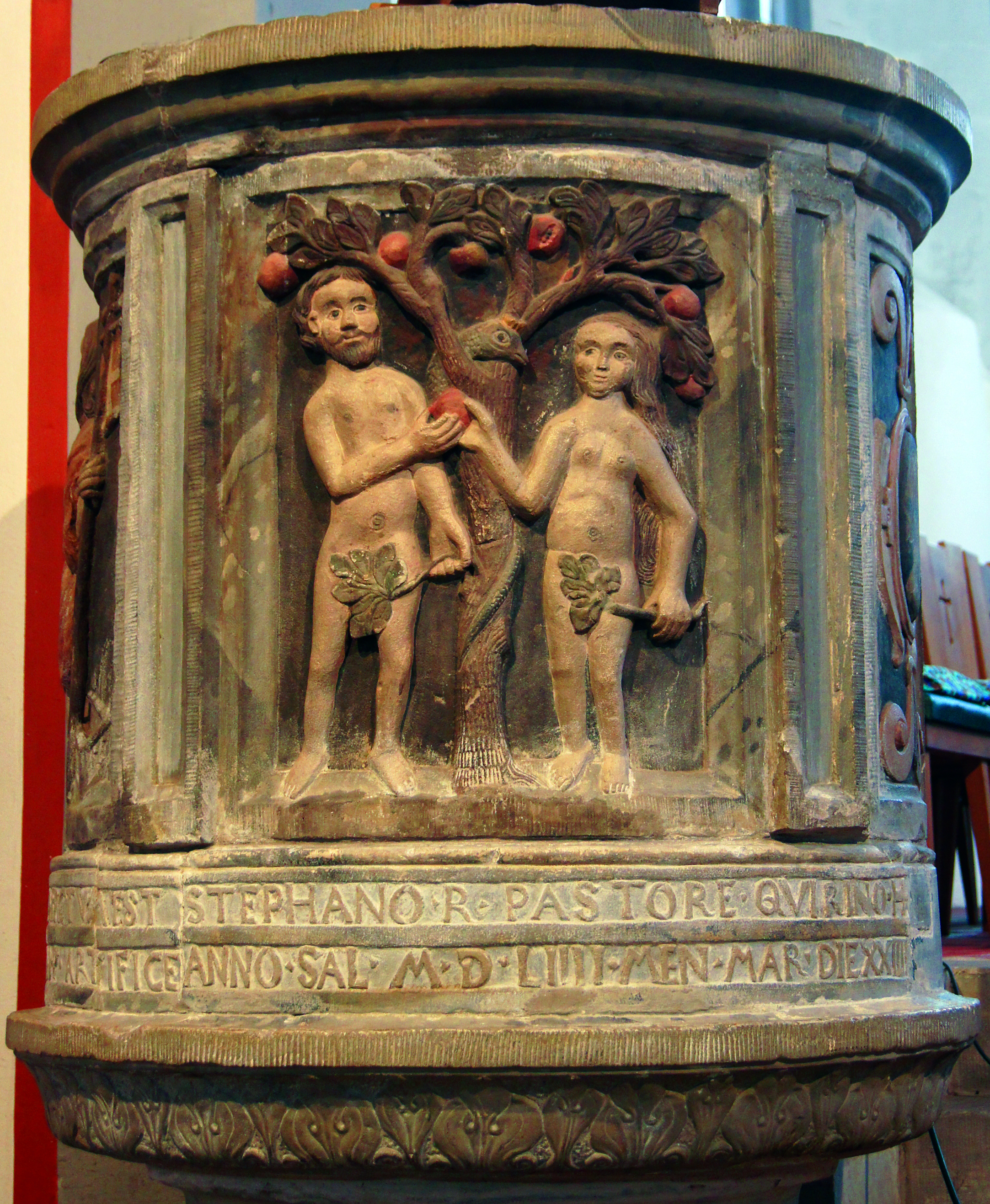
Kanzel von 1554

- Taufstein aus dem 12. Jahrhundert (Leihgabe des Thüringer Museums in Eisenach)
- Renaissance-Kanzel von 1554, bemalt 1653 (heute als Lesekanzel genutzt) mit Darstellung des Sündenfalls und der Auferstehung Christi
- Spätrenaissance-Kanzel von 1615 (heute Predigtkanzel)
- Orgel auf der Westempore von 1796 (Umbauten 1954/55 und 1966); Chororgel („Johann-Walter-Positiv“) von 2021 vor den Stufen zum Chor

## Kirchensanierung seit 2002
Im Jahr 2002 gründete der ehemalige Kantor Hans-Georg Fischer (1934–2021) den Kirchbauverein Kahla. Es begann die Sanierung des Dachs und anschließend abschnittsweise der Außenwände. 2019 konnte die Außensanierung der Kirche abgeschlossen werden. Ab 2021 erfolgten Innensanierungsarbeiten (vor allem die komplette Erneuerung von Elektrik und Beleuchtung). Zu den Sanierungskosten von bisher mehr als 1,6 Millionen Euro konnte der Kirchbauverein Kahla ca. 220.000 Euro beitragen.

## Orgeln

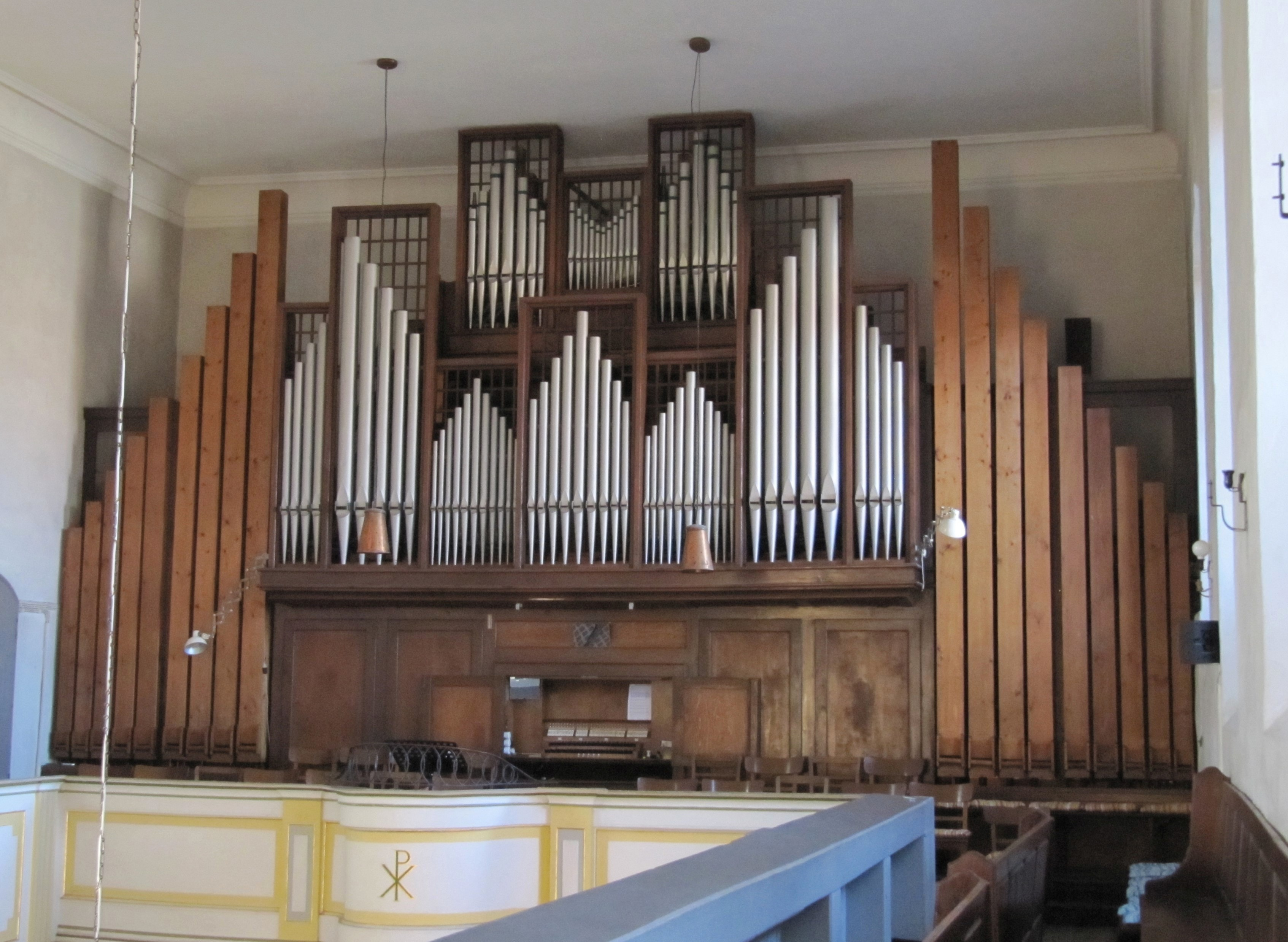
Orgel auf der Westempore

1796 schuf Johann Andreas Schulze aus Milbitz auf der oberen Westempore die bisherige Orgel. Sie wurde im Zweiten Weltkrieg beschädigt, 1955 führte Hermann Lahmann aus Leipzig einen Um- und Wiederaufbau durch. Ein weiterer Umbau erfolgte 1965 von der Firma Sauer (Frankfurt/O.): Es entstanden 29 Stimmen auf zwei Manualen und Pedal mit mechanischer Spieltraktur und pneumatisch angesteuerten Registern. Diese Orgel ist inzwischen abgenutzt und wird künstlerischen Ansprüchen nicht mehr gerecht.
Der Komponist und Kantor Johann Walter – in Kahla geboren, getauft und aufgewachsen – hatte Anteil an der von Martin Luther eingeleiteten Reform der Deutschen Messe und vertonte dessen deutsche Liedtexte. Er hat die Entwicklung der evangelischen Kirchenmusik mit seiner Herausgabe des ersten evangelischen Gesangbuchs und der Schaffung des Kantoreiwesens maßgeblich mitbestimmt und gilt daher als Urkantor der evangelischen Kirche.
Deshalb soll in Johann Walters Heimatstadt Kahla seiner kirchenmusikalischen Bedeutung mit dem Bau einer neuen, ihm gewidmeten Orgel ein Denkmal gesetzt werden. Das Konzept umfasst zwei Orgeln: eine Hauptorgel auf der oberen Westempore und eine Chororgel (Positiv) mit doppeltem Stimmungssystem. Beide Instrumente sollen separat oder einander ergänzend gespielt werden. Als erster Bauabschnitt wurde 2021 das Chorpositiv fertiggestellt, die Hauptorgel folgt in einer späteren Ausbaustufe.

### Chororgel (2021)

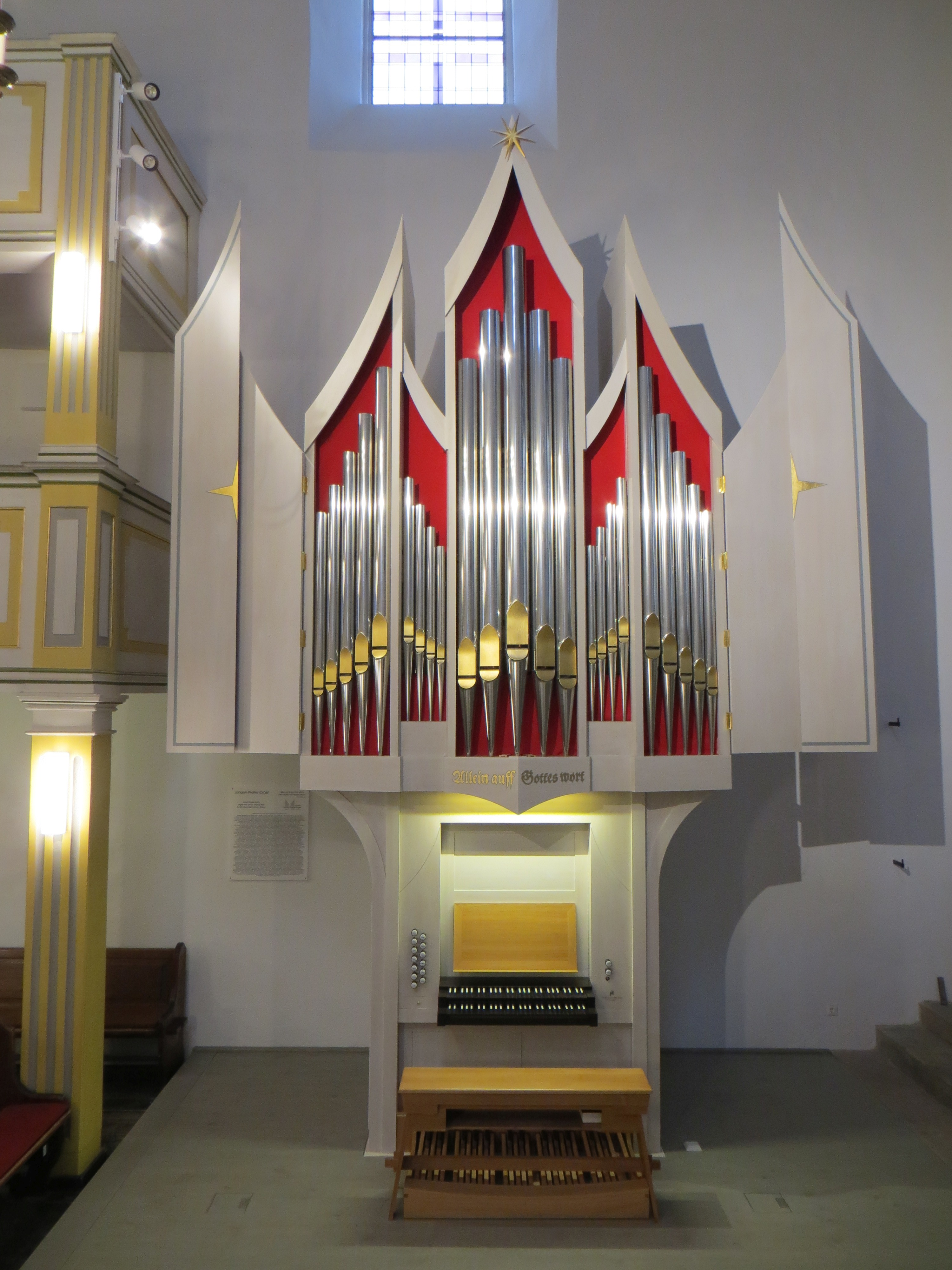
Johann-Walter-Positiv

Die Chororgel, das „Johann-Walter-Positiv“, wurde 2021 fertiggestellt. Das Instrument hat 10 Register auf einem Manualwerk und Pedal. Der in das Gehäuse integrierte Spieltisch hat zwei Manuale. Vom zweiten Manual aus soll die später zu errichtende Hauptorgel auf der Empore angespielt werden können. Die Register des Positivs stehen auf Schleifwindladen. Die Spieltraktur ist mechanisch, die Registertraktur elektrisch. Das Instrument ist mechanisch zwischen historischer (mitteltöniger) und moderner (temperierter) Stimmung umschaltbar.
| I Manualwerk C–a3 |            |    |
| 1.                | Principal  | 8‘ |
| 2.                | Coppel     | 8‘ |
| 3.                | Octav      | 4‘ |
| 4.                | Rohrflet   | 4‘ |
| 5.                | Quinta     | 3‘ |
| 6.                | Superoctav | 2‘ |

| (Fortsetzung) |             |       |
| 7.            | Tertia      | 1 ⁄3‘ |
| 8.            | Sifflet     | 1‘    |
| 9.            | Krummhorn   | 8‘    |
|               | Tremulant   |       |
|               | Zimbelstern |       |

| Pedalwerk C–f1 |        |     |
| 10.            | Subbaß | 16' |

- Koppeln:
  - Koppeln im Positiv: I/P (mechanisch), Basskoppel P/I (elektrisch)
  - Koppeln der Hauptorgel (elektrisch): HW/I, HW/II, SW/II, Pedalkoppel
- Anmerkungen:

1. ↑  Im Prospekt.
2. ↑  6 Schalenglocken.

### Johann-Walter-Hauptorgel
Auf der Westempore soll eine Hauptorgel mit 23 Registern auf zwei Manualwerken und Pedal entstehen. Das Instrument wird in zwei Gehäuseteilen untergebracht, die das Mittelfenster freilassen. Es wird einen dreimanualigen Hauptspieltisch haben, vom 1. Manual kann das Johann-Walter-Positiv angespielt werden. Gebaut werden soll das Instrument von der Firma Freiburger Orgelbau Hartwig und Tilmann Späth (Freiburg).

## Geläut
Im Kirchturm hängen vier denkmalgeschützte Bronze-Kirchenglocken aus der Epoche der Gotik und der Frührenaissance. Das Vierergeläut ist von besonderem kunsthistorischen Wert aufgrund der Verwendung verschiedener mittelalterlicher Schriftformen, des sorgfältig gearbeiteten Glockenschmucks und seines besonderen Klangs.
Es ist eine Besonderheit, dass das Geläut durch die Jahrhunderte in seinem ursprünglichen Bestand erhalten geblieben ist und dass es in Zeiten, als vielerorts die Glocken als Metallspende des deutschen Volkes abgegeben werden mussten, unversehrt blieb – in Mitteldeutschland ist nur noch in Niedergräfenhain bei Rochlitz (Sachsen) ein Vierergeläut aus der Zeit vor der Reformation erhalten.
| Nr. | Name                   | Gussjahr | Gießer                    | Durchmesser (mm) | Masse (kg) | Nominal (16tel) | Inschrift, Anmerkungen |
| --- | ---------------------- | -------- | ------------------------- | ---------------- | ---------- | --------------- | --- |
| 1   | Concordia              | 1509     | Heinrich Ciegeler, Erfurt | 1480             | 1.920      | d1              | Inschrift: „ANNO D(OMI)NI XVc IX JAR“ (Im Jahr des Herrn 1509) „/ CONCORDIA HEIS ICH / HEINRICH CIEGELER G(OS) M(ICH)“. Diese Glocke begleitet täglich weithin hörbar das Leben in Kahla mit dem Stundenschlag. |
| 2   | Maria Sonntagsglocke   | 1516     | Heinrich Ciegeler, Erfurt | 1370             | 1.500      | e1              | Inschrift: „Anno d(omi)ni xvc xvi / Consolor viva flere mortua pelle noci(va)“ (Ich tröste, was lebt, beweine, was gestorben, vertreibe, was schädlich) / h(einrich) c(iegeler). Die Glocke ist in Kahla täglich zum Mittags- und Abendläuten zu hören. |
| 3   | Benigna                | 1470     |                           | 880              | 440        | h1              | Inschrift: „Anno d(omi)ni m cccc lxx / do laudu(m) sig(na) / m(ihi) nomen dulce benigna / a(t)q(ue) deo dig(n)a voco cantica pello maligna / feria quinta post d(ominicam) V“ (Im Jahr des Herrn 1470/Ich gebe die Zeichen für Lob(lieder)/ich trage den süßen Namen Benigna/und ich rufe zu Gott würdigen Gesängen ich vertreibe das Schädliche/Am Freitag nach dem Sonntag (Estomihi?)). Ihre Gestaltungsmerkmale weisen auf den „Erfurter Unbekannten“ als Gießer hin. Aus Urkunden anderer Orte wurde der Name des „Erfurter Unbekannten“ als Hans Sinderam bekannt. Glocken von ihm sind auch in Gumperda, Reinstädt, Engerda und Großkochberg nachgewiesen. Das Datum für den Glockenguss könnte der Freitag nach dem Sonntag Estomihi gewesen sein, also der 16. März 1470. |
| 4   | Rex Gloriae Taufglocke | 1415     |                           | 700              | 220        | dis2            | Inschrift: „O REX GLORIE VENI CUM PACE“ (O KÖNIG DER EHREN KOMME MIT FRIEDEN) |